# Milan Đukić (Handballspieler)
Milan Đukić (serbisch-kyrillisch Милан Ђукић; * 16. August 1985 in Kragujevac, SFR Jugoslawien) ist ein ehemaliger serbischer Handballspieler.

## Karriere

### Verein
Der 1,85 m große Rechtsaußen spielte in Serbien für den RK Radnički Kragujevac. In der Saison 2011/12 lief er für den bosnischen Verein RK Borac Banja Luka auf. Anschließend stand er zwei Jahre beim belarussischen Verein Brest GK Meschkow unter Vertrag, mit dem er 2014 Meister und Pokalsieger wurde. Daraufhin kehrte er nach Banja Luka zurück und gewann dort Meisterschaft und Pokal. Nach einer Zwischenstation bei seinem Heimatklub spielte Đukić für den RK Vojvodina, mit dem er 2017 die serbische Meisterschaft gewann. Zum Ende seiner Laufbahn war er für RK Železničar 1949 sowie in Nordmazedonien für RK Eurofarm Pelister (bis 2019 RK Eurofarm Rabotnik) aktiv.

### Nationalmannschaft
Mit der serbischen A-Nationalmannschaft belegte Đukić den 20. Platz bei der Europameisterschaft 2020, dabei warf er drei Tore in drei Einsätzen. Er bestritt mindestens 14 Länderspiele, in denen er 22 Tore erzielte.